# 남남 협력의 날
남남 협력의 날(United Nations Day for South-South Cooperation)은 개발도상국 간의 기술 협력을 장려하고자 유엔이 제정한 날로, 날짜는 12월 19일이다.